# Kolobopetalum chevalieri
Kolobopetalum chevalieri är en tvåhjärtbladig växtart som först beskrevs av Hutchinson och Dalziel, och fick sitt nu gällande namn av Georges M.D.J. Troupin. Kolobopetalum chevalieri ingår i släktet Kolobopetalum och familjen Menispermaceae. Inga underarter finns listade i Catalogue of Life.